# Flashdance – Das Musical
Flashdance – Das Musical ist eine Bühnenadaption des Kinofilmes Flashdance aus dem Jahre 1983. Die Premiere war im Juli 2008 im Theatre Royal in Plymouth. Die ergänzend komponierte Musik stammt von Robbie Roth, die Songtexte von Robbie Roth und Robert Cary. Tom Hadley und Robert Cary schrieben das Buch.

## Handlung
Die Geschichte basiert auf dem Film von Paramount Pictures, mit Adaptionen im Handlungsablauf und bei den Personen. Erzählt wird die Geschichte der Schweißerin Alex(andra) Owens, die von einer klassischen Tanzkarriere träumt. Mit der Hilfe ihres Chefs Nick Hurley – mit dem sie im Laufe der Geschichte auch eine Beziehung eingeht – bekommt sie einen Castingtermin an der fiktiven Shipley-Tanzakademie in Pittsburgh. Mit einer Choreographie zum Titel Flashdance … What a Feeling kann Alex die Jury überzeugen.

## Musik
Die Bühnenshow umfasst Hits, die den Soundtrack des Films mit 20 Millionen verkauften Tonträgern berühmt machten. Im Bühnenstück wird auch der im Film nur zugespielte  Umberto--Klassiker Gloria als Gesangsnummer verwendet. Ebenfalls Eingang in die Show fand der Titel I Love Rock ’n’ Roll von Alan Merrill und Jake Hooker. Die Autoren des Songs Flashdance … What a Feeling Giorgio Moroder und Keith Forsey erhielten für den Titel einen Oscar und den Golden Globe für das Album des Jahres.

## Aufführungen und Besetzungen

### Deutschland
In Deutschland wurde Flashdance am Theater Chemnitz und am Staatstheater Darmstadt in der Inszenierung von Götz Hellriegel aufgeführt. Die Rolle der  Alex Owens wurde von Nadja Scheiwiller gespielt.
Im September 2018 wurde Flashdance im Rahmen einer Tourneeproduktion im deutschsprachigen Raum gezeigt, die Show übernimmt die Inszenierung aus Stockholm, wo sie von 2014 bis 2015 zu sehen war. Sänger und Songschreiber Tom Hadley (Spandau Ballet) und Filmregisseur Robert Cary schrieben das Buch zum Musical, die ergänzend komponierte Musik stammt aus der Feder von Robbie Roth, für die Songtexte zeichnen Robbie Roth und Robert Cary verantwortlich. Premiere war am 20. September 2018 im Mehr! Theater am Großmarkt in Hamburg. Bei der Premierenvorstellung stand Nadja Scheiwiller als Hauptdarstellerin für die verletzte Erstbesetzung Hannah Leser auf der Bühne. Nach Hamburg ging die Produktion bis Ende 2018 auf Tournee durch Deutschland und Österreich. Von Dezember 2019 bis Frühjahr 2020, und ab Oktober 2021 ging das Musical erneut auf Deutschland-Tournee. Bis auf die bekannten Klassiker Maniac, Flashdance … What a Feeling und I Love Rock ’n’ Roll ist die Aufführung in deutscher Sprache.
Besetzung
| Figur                       | Tour 2018         | Tour 2019–2020         | Tour 2021–2022                 |
| --------------------------- | ----------------- | ---------------------- | ------------------------------ |
| Alex Owen                   | Hannah Leser      | Maria Danaé Bansen     | Veronika Hammer                |
| Nick Hurley                 | Sasha Di Capri    | Nicky Wuchinger        | Denis Riffel                   |
| Gloria                      | Ann Sophie        | Ira Theofanidis        | Tiziana Turano                 |
| Hannah                      | Gitte Hænning     | Regina Venus           | Susanna Panzner/Karina Schwarz |
| C.C.                        | Michael Sattler   | Vladimir Hub           | Enrico Treuse                  |
| Jimmy                       | Konstantin Busack | Dennis Hupka           | Kevin Thiel                    |
| Ms. Wild / Pflegerin Louise | Tanja Rübcke      | Marion Elskis          | Anne Hoth                      |
| Kiki                        | Samantha Klots    | Milena Sophia Hagedorn | Aswintha Vermeulen             |
| Tess                        | Olivia Kate Ward  | Eveline Gorter         |                                |

### Schweiz
Im November 2013 hatte im Le Théâtre Kriens-Luzern die deutschsprachige Erstaufführung in der Regie von Isabelle Flachsmann Premiere. In der Rolle der Alex Owens war Nadja Scheiwiller zu sehen, die männliche Hauptrolle Nick Hurley war mit Daniel Kandlbauer besetzt.
2022 wurde eine Open-Air-Inszenierung auf der Walensee-Bühne bei Walenstadt aufgeführt.
Besetzung
| Figur       | 2013                 | 2022               |
| ----------- | -------------------- | ------------------ |
| Alex Owen   | Nadja Scheiwiller    | Ann Sophie         |
| Nick Hurley | Daniel Kandlbauer    | Kirill Zolygin     |
| Gloria      | Tiziana Turano       | Ronja Borer        |
| Hannah      | Rinalda Caduff       | Raya Sarontino     |
| C.C.        | Matthias Dressel     | Carlo Schiavone    |
| Jimmy       | Arcangelo Vigneri    | Patric Scott       |
| Ms. Wild    | Irène Straub         | Eva-Maria Kuperion |
| Kiki        | Vanessa-Naomi Moella | Elisa Filace       |
| Tess        | Caroline Leuzinger   | Jara Buczynski     |

### Frankreich
Die französischsprachige Premiere fand im Oktober 2014 im Théâtre du Gymnase in Paris statt.